# Octodesmus episternalis
Octodesmus episternalis är en skalbaggsart som beskrevs av Pierre Lesne 1901. Octodesmus episternalis ingår i släktet Octodesmus och familjen kapuschongbaggar. Inga underarter finns listade i Catalogue of Life.